# Ogień w górach
Ogień w górach (tyt. oryg. Flaka e maleve) – albański film fabularny z roku 1983 w reżyserii Vladimira Kasaja.

## Opis fabuły
Film przedstawia biografię Bardha Sokollego, który w czasach osmańskich był przywódcą powstania górali albańskich. Rozpoczyna go scena pogrzebu jedynego syna Bardha, który zginął w walce z Turkami. Wartością filmu jest przedstawienie zasad prawa zwyczajowego, które określały rytm życia lokalnej społeczności, a także scen batalistycznych, oddających realia walk powstańców z armią osmańską.
Scenariusz nawiązuje w kilku miejscach do epickiego poematu Lahuta e malcis autorstwa Gjergji Fishty. W realizacji filmu wzięli udział aktorzy teatru Migjeni w Szkodrze.

## Obsada
- Ndrek Luca jako rzemieślnik Bardh Sokoli
- Lec Bushati jako Kol Marashi
- Gjon Kola jako Binaku
- Bruno Shllaku jako Ndueja
- Ymer Bala jako Toma
- Rozeta Skëndaj jako Delina
- Bep Shiroka jako Valiu
- Kolë Kaftalli jako Halil
- Nefail Piraniqi jako konsul czarnogórski
- Vangjel Heba jako Luigji Gurakuqi
- Viktor Bruçeti jako Haki
- Gjergj Luca jako Marku
- Tonin Ujka jako Gjeta
- Ramiz Rama jako Xhema
- Ndoc Cefa
- Agron Dizdari
- Antoneta Fishta
- Donika Franja
- Paskualina Gruda
- Enver Hyseni
- Esat Kola
- Ndrek Prela
- Sokol Progri
- Merita Smaja